# Podarcis levendis
Espèce
Statut de conservation UICN

 VU D2 : Vulnérable
Podarcis levendis est une espèce de sauriens de la famille des Lacertidae.

## Répartition
Cette espèce est endémique de Grèce. Elle se rencontre sur les îles de Porí et de Lagouvardos, au nord d'Anticythère.

## Publication originale
- Lymberakis, Poulakakis, Kaliontzopoulou, Valakos & Mylonas, 2008 : Two new species of Podarcis (Squamata; Lacertidae) from Greece. Systematics and Biodiversity, vol. 6, no 3, p. 307–318 (texte intégral).